# ایرسپید آکسفورد

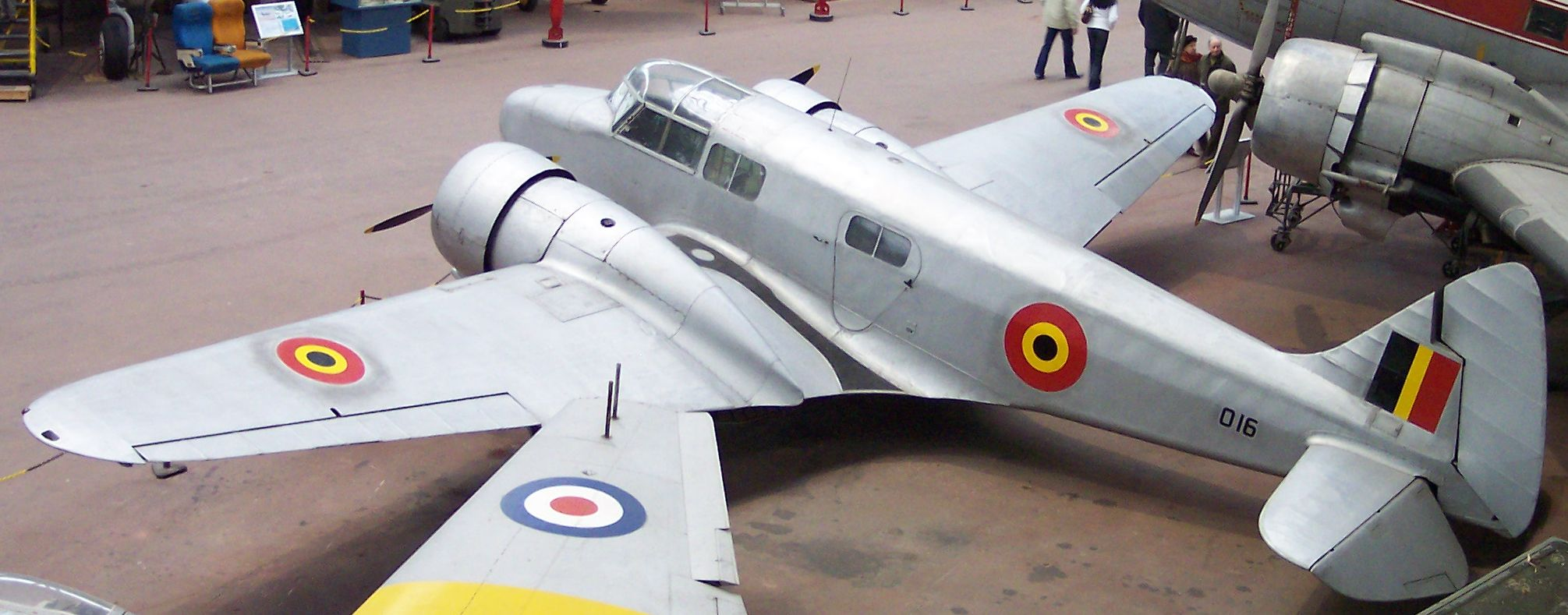

ایرسپید آکسفورد (به انگلیسی: Airspeed Oxford) یک هواگرد دو موتوره تک‌باله از نوع آموزشی ساخت شرکت ایرسپید در بریتانیا است که در دهه ۱۹۳۰ طراحی شد.
در پاییز سال ۱۳۱۸ خورشیدی ایران قراردادی برای خرید سه فروند ایرسپید آکسورد منعقد کرد که این هواگردها در زمستان همان سال تحویل ایران شد.

## طراحی و استفاده
شرکت ایرسپید هواگرد آکسفورد را سال ۱۹۳۷ به عنوان نسخه نظامی هواگرد ترابری پیشین خود، اِنووی ساخت سال ۱۹۳۴، طراحی کرد. آکسفورد به نخستین هواگرد دوموتوره تک‌باله آموزشی در نیروی هوایی بریتانیا تبدیل شد. نخستین تولیدات از این هواگرد ماه نوامبر سال ۱۹۳۷ تحویل دانشکده مرکزی پرواز بریتانیا شد. تا هنگام آغاز جنگ جهانی دوم حدود ۴۰۰ فروند هواگرد آکسفورد در حال خدمت در این کشور بود. متعاقبا تولید آن افزایش یافت. شرکت ایرسپید خود به تنهایی نزدیک به ۴۵۰۰ فروند تولید کرد و با قراردادهای برون‌سپاری با شرکت‌های د هویلند، پرسیوال، استاندارد موتورز، مجموع تولید به ۸٫۷۵۱ فروند رسید.
از ایرسپید آکسفورد، همان‌طور که انتظار می‌رفت، غالبا در نقش آموزش خدمه استفاده شد. با این وجود، کاربردهایی نیز در زمینه ارتباطات و ضدهوایی داشت. در مواردی هم، مخصوصا در خاورمیانه، به عنوان آمبولانس به کار رفت. جز بریتانیا، در کشورهای کانادا، استرالیا، زلاندنو و رودزیای جنوبی هم به عنوان هواگرد آموزشی خدمت کرد. از تعدادی از هواگردهای ایرسپید آکسفورد در بازوی هوایی نیروی دریایی بریتانیا برای آموزش خدمه هوایی استفاده شد.

## مدل‌ها
- آکسفورد ام‌کِی ۱: آموزشی بمب‌افکن و تیراندازی با یک برجک فوقانی آرمسترانگ ویتوورث
- آکسفورد ام‌کِی ۲: آموزشی ناوبری و رادیو
- آکسفورد ام‌کِی ۳: آموزشی ناوبری و رادیو با موتور چیتا ۱۵ با توان ۴۲۵ اسب بخار - استفاده‌شده به عنوان آمبولانس
- آکسفورد ام‌کِی ۴: یک فروند برای آزمایش موتورهای د هاویلند گیپسی کوئین
- آکسفورد ام‌کِی ۵: آموزشی استاندارد با موتور پرت اند ویتنی واسپ جونیور با توان ۴۵۰ اسب بخار - استفاده غالبا در رودزیا و کانادا

## مشخصات (ام‌کِی ۱)

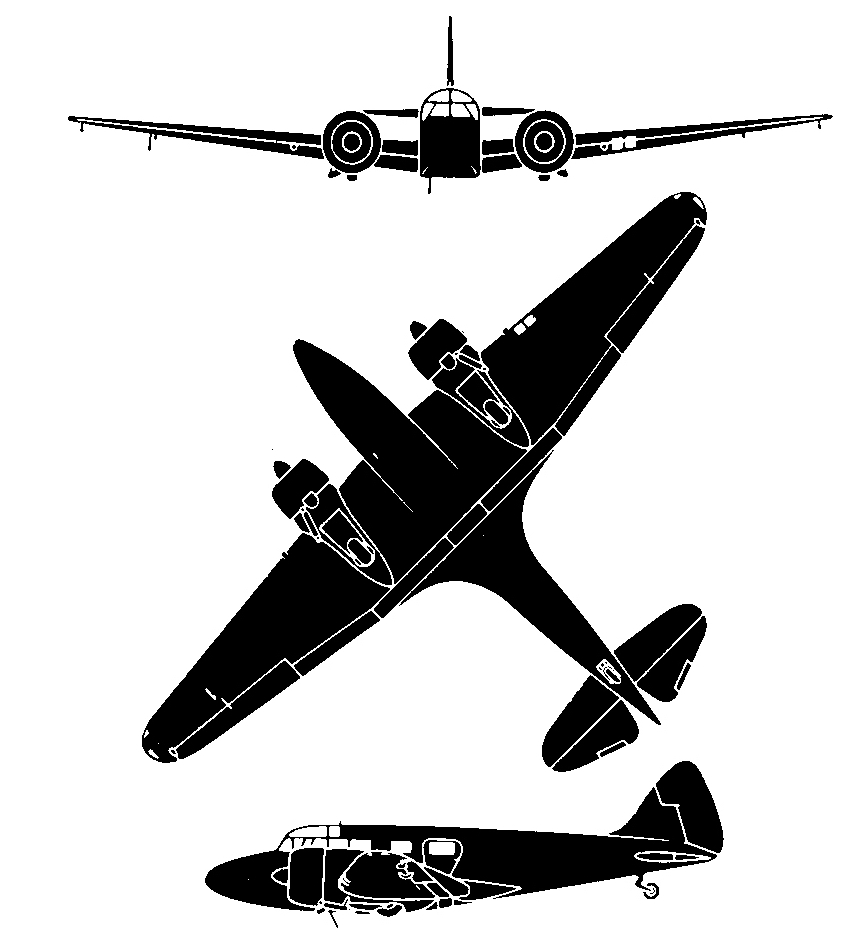
طرح سه نمای Oxford AS 10

داده‌ها از Modern Trainer
ویژگی‌های عمومی
- خدمه: ۳
- طول: ۳۴ فوت ۶ اینچ (۱۰٫۵۲ متر)
- پهنای بال: ۵۳ فوت ۴ اینچ (۱۶٫۲۶ متر)
- ارتفاع: ۱۱ فوت ۱ اینچ (۳٫۳۸ متر)
- مساحت بال‌ها: ۳۴۸ فوت مربع (۳۲٫۳ متر مربع) [۶]
- وزن خالی: ۵٬۳۲۲ پوند (۲٬۴۱۴ کیلوگرم)
- وزن ناخالص: ۷٬۵۰۰ پوند (۳٬۴۰۲ کیلوگرم)
- ظرفیت سوخت: ۱۵۶ گالون بریتانیایی (۱۸۷ گالون آمریکایی؛ ۷۱۰ لیتر)[۷]
- پیشرانه: ۲ عدد موتور شعاعی آرمسترانگ سیدلی چیتا ۱۰, ۳۵۰ اسب بخار (۲۶۰ کیلووات)  در هر موتور

عملکرد
- حداکثر سرعت: ۱۹۲ مایل بر ساعت (۳۰۹ کیلومتر بر ساعت، ۱۶۷ گره)
- مداومت پروازی: ۵٫۵ ساعت
- حداکثر ارتفاع: ۲۳٬۵۵۰ فوت (۷٬۱۸۰ متر)
- نرخ صعود: ۱٬۳۴۰ فوت بر دقیقه (۶٫۸ متر بر ثانیه)

تسلیحات

- اسلحه‌ها: ۱ قبضه تیربار ۰٫۳۰۳ اینچی (۷٫۷ میلی‌متری) از نوع ویکرز کا در برجک پشتی
- بمب‌ها: ۱۶ عدد بمب‌های تمرینی ۱۱٫۵ پوند (۵٫۲ کیلوگرم) که به صورت خارجی حمل می‌شوند